# Braguinha (compositor)
Carlos Alberto Ferreira Braga OMC, conhecido como Braguinha e também por João de Barro (Rio de Janeiro, 29 de março de 1907 – Rio de Janeiro, 24 de dezembro de 2006), foi um compositor brasileiro. Ele é considerado o compositor de carreira mais longa no Brasil, com mais 400 músicas gravadas.

## Biografia
Braguinha estudava Arquitetura na Escola Nacional de Belas Artes e resolveu adotar o pseudônimo de João de Barro, justamente um pássaro arquiteto, porque o pai não gostava de ver o nome da família circulando no ambiente da música popular, mal-visto na época. Pseudônimo este que adotou quando integrou o Bando de Tangarás, ao lado de Noel Rosa, Alvinho e Almirante.
Em 1931, resolve deixar a Arquitetura e dedicar-se à composição. No carnaval de 1933, consegue os primeiros grandes sucessos com as marchas 'Moreninha da Praia' e 'Trem Blindado', pouco antes do fim do Bando de Tangarás, ambas interpretadas por Henrique Foréis Domingues, mais conhecido como Almirante, que se casou no ano seguinte com sua irmã Ilka.
Suas composições são conhecidas e cantadas por todos os brasileiros: Pirata da Perna de Pau, Chiquita Bacana, Touradas de Madri, A Saudade mata a Gente, Balancê, As Pastorinhas, Turma do Funil e muitas outras.
Sua musicografia completa, inclusive com versões e músicas infantis, passa dos 420 títulos, uma das maiores e de mais sucessos da música popular brasileira.
Em 1937, fez letra para uma das composições mais gravadas da música popular brasileira, o samba-choro Carinhoso, feito por Pixinguinha vinte anos antes.

Lançado por Orlando Silva, Carinhoso recebeu mais de cem gravações a partir de então, tais como Dalva de Oliveira, Isaura Garcia, Ângela Maria, Gilberto Alves, Elis Regina, João Bosco, Elza Soares e outros.

Braguinha, em 1957

Na década de 1940, passou a fazer dublagens para produções cinematográficas realizadas por Walt Disney.
Os parceiros mais constantes foram: Alberto Ribeiro, médico homeopata e grande amigo, Alcyr Pires Vermelho, Antônio Almeida e Jota Júnior.
Em 1984, foi homenageado sendo o enredo da Estação Primeira de Mangueira dando o título de supercampeã a agremiação.
Faleceu aos 99 anos em 24 de dezembro de 2006, vítima de falência múltipla dos órgãos provocada por infecção generalizada e está sepultado no Cemitério de São João Batista (Rio de Janeiro), na cidade do Rio de Janeiro.
Foi casado, de 1938 até a sua morte, com a professora primária, Astréa Braga (nascida Rabelo Cantolino), que era bisneta de Victor Dumas e prima do ator André Villon. Da união nasceu uma filha, Maria Cecília de Araújo Goés (nascida Braga), três netos e seis bisnetos.

## Discografia

Em 1950.

- Para vancê/Coisas da roça (1929) Parlophon 78
- Desengano/Assombração (1929) Parlophon 78
- Salada (1929) Parlophon 78
- Não quero amor nem carinho (1930) Parlophon 78
- Dona Antonha (1930) Parlophon 78
- Minha cabrocha/A mulher e a carroça (1930) Parlophon 78
- Quebranto (1930) Parlophon 78
- Mulata (1931) Parlophon 78
- Cor de prata/Nega (1931) Parlophon 78
- Tu juraste… eu jurei/Vou à Penha rasgado (1931) Parlophon 78
- Samba da boa vontade/Picilone (1931) 13.344 78
- O amor é um bichinho/Lua cheia (1932) Parlophon 78
- João de Barro (1972) RCA Victor LP
- Pra vancê/Coisas da roça (1929) Parlophon 78
- João de Barro e Coisas Nossas (1983) Funarte LP
- Yes, nós temos Braguinha (1998) Funarte/Atração CD
- João de Barro (Braguinha) — Nasce um compositor (1999) Revivendo CD
- João de Barro — A música do século, por seus autores e intérpretes (2000) Sesc São Paulo CD